# Hexatoma (Eriocera) hoffmanni
Hexatoma (Eriocera) hoffmanni is een tweevleugelige uit de familie steltmuggen (Limoniidae). De soort komt voor in het Oriëntaals gebied.